# 麻里圭子
麻里 圭子（、1947年8月1日 - ）は、日本の女優、歌手。かつてはビクターエンタテインメントに所属していた。東京都出身。

## 来歴
幼少期に日本舞踊を習っていたことから、漠然と芸能界を志す。中学生時代には映画にエキストラ出演したこともあった。
1967年に演歌歌手としてデビュー。新人歌手の披露イベントで大橋巨泉に気に入られたことにより、大橋が司会を務めるテレビ番組『ビートポップス』に出演。大橋の進言により、演歌からポップスに転向した。
『銀色のお月さま』『月影のランデブー』などがヒットした後、テレビドラマ『サインはV』の主題歌を担当。
1971年に『ゴジラ対ヘドラ』で女優として出演。後年のインタビューに明かしたところによれば、1970年の晩夏に東宝にて同作品の監督の坂野義光による面接を経たものであり、ロケの際には富士山の二合目にも赴いたが、寒さとの戦いだったという。また、同作品の主題歌「かえせ！ 太陽を」 / 「ヘドラをやっつけろ」のレコーディングについては、あらかじめ坂野が前者の作曲家の眞鍋理一郎宅へ連れていってくれたことから彼のピアノ演奏で練習できたほか、スタジオにて歌い終わった後には後者の作曲家のすぎやまこういちが訪れ、歌の上手さを褒めてくれたという。

## ディスコグラフィ

### シングル
- 命をかけて / 忘れてほしい（1967年8月、ビクター SV-609）
- 銀色のお月さま (Silvery Moon) / そんな夢（1968年2月、ビクター SV-671）[注釈 2]
- 恋のヴェンダ / 夏の太陽（1968年5月、ビクター SV-702）
- 夜はいじわる / すてきな泪（1968年8月、ビクター SV-739）
- 月影のランデブー / 恋の天国（1969年1月、ビクター SV-796）[注釈 3]
- 裸足のままで / 神様の約束（1969年6月、ビクター SV-850）[注釈 4]
- 朝にサヨナラ / 黒い想い出（1969年11月、ビクター SV-902）[注釈 4]
- サインはV / この道の果てに（1969年12月、ビクター BX-69）[注釈 4]
- 危険な春 / 愛した人に（1970年、ビクター SV-934）
- 接吻泥棒 / 悪魔の香水（1970年7月、ビクター SV-2056）
- 甘い愛の不信 / 愛の別れ（1970年11月、ビクター SV-2098）
- ジェル・ジェ / 空と海とわたし（1971年6月、ビクター SV-2166）
- かえせ! 太陽を / ヘドラをやっつけろ（1971年7月、ビクター BX-88）[5][注釈 5]
- ら・どんな銀座 / 夜霧銀座のバラード（1971年10月、ビクター SV-2200）[注釈 6]
- 告白 / 忘れられた女（1972年10月、AMON AMON-1010）

### アルバム
- フォーク・ソングを歌う（1969年、ビクター SJX-23）
- サインはV（1969年、ビクター JB-43）
- Girl Friend...Baby Doll（1971年5月）[注釈 7][注釈 8]

### コンピレーション
- 21世紀のこどもの歌（1970年、ビクター）

「ケンタウロスの子守唄」「ぼくのうちのロボット君」「宇宙サーカス団」「アンタレス星人のうた」を収録。

## 出演

### 映画
- ゴジラ対ヘドラ（1971年、東宝） - 富士宮ミキ 役[出典 3]

### テレビ番組
- ビートポップス（フジテレビ）
- ヤング720（1968年6月27日、TBS）
- 夜のヒットスタジオ（1969年2月10日、フジテレビ）

### ラジオ
- 林哲司&半田健人 昭和音楽堂（2011年5月15日、静岡放送）

### CM
- ダリヤ・ハイネット